# Cate Shortland
Cate Shortland  (Temora, New South Wales, 10 augustus 1968) is een Australisch schrijfster en regisseuse van films, tv-series en tv-films.

## Carrière
Cate Shortland studeerde af aan de Australian Film, Television and Radio School, waar ze de Southern Star Award voor meest veelbelovende student won. Ze maakte verschillende prijswinnende korte films: Strap on Olympia (1995), Pentuphouse (1998), Flowergirl (2000) en Joy (2000). Shortland regisseerde gedurende drie jaar de televisieserie The Secret Life of Us van Network Ten.

### Langspeelfilms
In 2004 bracht Shortland haar eerst langspeelfilm Somersault uit, die te zien was op het Filmfestival van Cannes in 2004. Haar tweede langspeelfilm, Lore, beleefde zijn Australische première op het Sydney Film Festival van 2012. De film won op het Internationaal filmfestival van Locarno in augustus 2012 de "Prix du Public UBS". In november won de film het "Bronzen Paard" voor beste film op het Stockholm International Film Festival. Lore was in 2013 de Australische inzending om mee te dingen naar de Oscar voor Beste Niet-Engelstalige film bij de 85ste Oscaruitreiking, maar de film haalde de eindselectie niet.

## Filmografie

### Regie

#### Korte films
- Strap on Olympia (1995)
- Pentuphouse (1998)
- Flowergirl (1999)
- Joy (2000)

#### Televisie
- Bad Cop, Bad Cop (4 afleveringen, 2002-2003)
- The Secret Life of Us (10 afleveringen, 2001-2003)
- The Silence (tv-film, 2006)

#### Speelfilms
- Somersault (2004)
- Lore (2012)

### Scenario

##### Televisie
- Rosie (serie, 2011)
- The Slap (eerste aflevering, 2011)
- Devil's Playground (miniserie, 2014)

##### Korte films
- Pentuphouse (1998)
- Flowergirl (1999)
- Joy (2000)

##### Speelfilms
- Somersault (2004)
- Lore (2012)

- Australian Women's Register: AWE5306b
- Biblioteca Nacional de España: XX5506420
- Gemeinsame Normdatei: 139944389
- International Standard Name Identifier: 0000 0001 1479 1630
- Library of Congress Control Number: n2008026951
- Nationale Bibliotheek van Tsjechië: xx0187568
- Nationale Bibliotheek van Israël: 987007458020405171
- Nederlandse Thesaurus van Auteursnamen: 294704663
- Système universitaire de documentation: 174972512
- Trove: 1598765
- Virtual International Authority File: 103268455
- WorldCat: E39PBJymtKfhTBJ49Bwhw6MkjC